# Superpowered: The DC Story
Superpowered: The DC Story är en amerikansk dokumentärserie vars första säsong hade premiär den 20 juli 2023 på HBO Max. Första säsongen består av tre avsnitt.

## Handling
Serien kretsar kring serieförlaget DC Comics, och hur det från starten 1934 växt till att bli ett av de mest framgångsrika serieförlagen, som ligger bakom ett stort antal superhjältar såsom Superman, Batman, The Flash, Wonder Woman, Aquaman och Green Lantern.
De tre avsnitten har titlarna The Hero’s Journey, Coming of Age och A Better Tomorrow.

## Medverkande
- Rosario Dawson – berättare
- Förutom Dawson medverkar ett flertal kända personer bakom DC-produktionerna.[5]